# Hamidou Anne
Œuvres principales
Politisez-vous ! ; Panser l'Afrique qui vient !
Hamidou Anne est un consultant en communication dans le secteur public, chroniqueur, et essayiste sénégalais,,. Il prépare également une thèse en science politique au laboratoire d’analyse des sociétés et pouvoirs Afrique/Diasporas de l'Université Gaston Berger de Saint-Louis au Sénégal,,

## Biographie

### Présentation
Hamidou Anne est né en 1983 à Dakar,, d'un père cheminot et d'une mère au foyer.

### Études
Il obtient son baccalauréat au Carillon Scolaire Limamoulaye en 2005. Il intègre la section diplomatie de l'École nationale d'administration du Sénégal à la suite de ses études en littérature francophone, à l'Université Cheikh-Anta-Diop de Dakar. Il est également diplômé de l'École nationale d'administration française et de l'École des hautes études en sciences de l'information et de la communication - Celsa,, et a fait partie de la promotion 2017 du Mandela Washington Fellowship.

### Carrière
Hamidou Anne commence sa carrière au ministère des Affaires étrangères entre 2009 avant d'intégrer l'École nationale d'administration en 2010 où il effectue notamment un stage remarqué en tant qu’énarque à la préfecture d'Indre-et-Loire. Il réintègre ensuite l'administration sénégalaise en tant que diplomate jusqu'à sa démission en 2015. De 2009 à 2015, il a successivement été conseiller dans les cabinets du ministre des affaires étrangères, du ministre de la culture et celui du maire de Dakar,,,. Il est chroniqueur du journal Le Monde pour le Monde Afrique de 2015 à 2018.
Il est actuellement consultant en communication au sein du bureau du « Plan Sénégal Émergent (PSE) »,

## Œuvres
- Politisez-Vous! (en collab. avec Mohamed Mbougar Sarr et Fary Ndao entre autres), United Press of America, 2017[14],[15]
- Panser l'Afrique qui vient !, Présence Africaine, 2019[6],[16]
- Amadou Mahtar Mbow : une vie, des combats, Éditions Vive Voix, 2019[17],[18]
- Hors-série Africultures : Décentrer, Déconstruire, Décoloniser (en collab. avec Aminata Aidara et Anne Bocandé), Africultures, 2019[19].

### Préfaces
- Yves Montenay et Damien Soupart, La Langue Française, une arme équilibre de la mondialisation, Les Belles Lettres, 2015.